# سريتا تافيسين
سريتا تافيسين (بالتايلندية: เศรษฐา ทวีสิน)؛ (15 فبراير 1962)، الملقب بـ نيد (بالتايلندية: นิด) هو رجل أعمال وسياسي تايلاندي شغل منصب رئيس وزراء تايلاند الثلاثين من عام 2023 حتى إقالته من المنصب من قبل المحكمة الدستورية في 14 أغسطس 2024 بسبب تعيينه وزيرًا في مجلس الوزراء قضى وقتًا في السجن بتهمة رشوة مسؤولين حكوميين. كان سابقًا الرئيس التنفيذي ورئيس شركة سانسيري، إحدى أكبر شركات تطوير العقارات في تايلاند.
حصل سريتا، الذي ينحدر من بانكوك، على شهادة بكالوريوس الهندسة المدنية بعد المدرسة الثانوية. واصل تعليمه في الولايات المتحدة، حيث حصل على شهادة الماجستير في إدارة الأعمال. بعد مساعيه الأكاديمية، شرع في مسيرة مهنية بدأت بفترة عمل لمدة أربع سنوات كمساعد مدير منتج. في عام 1998، شارك في تأسيس شركة سانسيري، وهي شركة دفعته ليصبح مليارديرًا وقطبًا عقاريًا رائدًا داخل بلاده. تحت قيادته، شهدت شركة سانسيري نموًا، حتى خلال الفترات الصعبة مثل جائحة كوفيد-19. انتهت هذه الفترة من حياته المهنية عندما قرر الانتقال إلى السياسة، الأمر الذي استلزم نقل جميع أسهمه في الشركة.
قبل انقلاب عام 2014، كان لسريتا علاقات مع رئيسين للوزراء التايلانديين من عائلة شيناواترا. في أواخر عام 2022، أعلن عن نيته الانضمام إلى حزب بويا تاي، واعتُبر لاحقًا أحد مرشحيه لرئاسة الوزراء. لعب دورًا محوريًا في قيادة الحزب لتشكيل حكومة ائتلافية، بعد محاولة فاشلة من قبل حزب المضي قدما. ونتيجة لذلك، انتخبه البرلمان رئيسًا للوزراء. والجدير بالذكر أن حكومته الائتلافية ضمت حزبين مرتبطين بالانقلاب في عام 2014.
شملت فترة ولاية سريتا كرئيس للوزراء مجموعة من المبادرات المحلية والدولية. على الصعيد المحلي، أعطت إدارته الأولوية للإنتاجية الزراعية، وتحفيز التعافي الاقتصادي، وتطوير البنية الأساسية، وتنشيط السياحة، وإصلاحات التعليم، وتنفيذ مخطط المحفظة الرقمية الذي أثار الجدل. بالإضافة إلى ذلك، شاركت الحكومة بنشاط في قطاع المركبات الكهربائية، وتنظيم القنب، وتدابير السيطرة على الأسلحة.
في مجال العلاقات الدولية، كان نهج سريتا استباقيًا في جذب الاستثمارات الأجنبية. وشمل ذلك مناقشات استكشافية مع شخصيات أعمال بارزة مثل إيلون ماسك بشأن مشاركة تيسلا المحتملة في صناعة السيارات الكهربائية في تايلاند. كما تضمنت استراتيجيته للسياسة الخارجية توجيه موقف تايلاند في الصراعات العالمية والمشاركة بنشاط في المنصات الدولية مثل مجلس حقوق الإنسان التابع للأمم المتحدة. وتحت قيادته، أظهرت تايلاند تفانيًا في التنمية المستدامة ومعالجة تحديات تغير المناخ.
وقد انتقدته وسائل الإعلام والمعارضة باعتباره "رئيس وزراء دمية"، تحت سيطرة القوى وراء العرش مثل تاكسين شيناواترا والجيش وحزب فو تاي نفسه.

## الحياة المبكرة والتعليم
ولد سريتا ثافيسين في 15 فبراير 1962 في بانكوك عاصمة تايلاند، وهو الطفل الوحيد للكابتن أمنواي ثافيسين وشودتشوي جوتراكول. يرتبط نسب عائلته بخمس سلالات تجارية صينية تايلاندية بارزة: ييب إن تسوي، تشاكاباك، جوتراكول، لامسام، وبوراناسيري.
بدأت رحلة سريتا التعليمية في مدرسة براسارنميت التجريبية بجامعة سريناخارينوروت في بانكوك. وفي سعيه للحصول على التعليم العالي، حصل أولاً على شهادة البكالوريوس في الهندسة المدنية من جامعة شولالونغكورن ثم شهادة البكالوريوس في الاقتصاد من جامعة ماساتشوستس أمهرست. كما تقدم بمؤهلاته الأكاديمية من خلال الحصول على شهادة الماجستير في إدارة الأعمال، تخصص في التمويل، من جامعة كليرمونت للدراسات العليا.

## المسيرة التجارية
بدأ سريتا رحلته المهنية في شركة بروكتر آند جامبل كمساعد مدير منتج، وهو الدور الذي شغله لمدة أربع سنوات بعد تخرجه من جامعة كليرمونت للدراسات العليا عام 1986. انطلقت مغامرته الريادية في عام 1988 عندما شارك في تأسيس شركة سانسيري، التي ظهرت كواحدة من أبرز شركات تطوير العقارات في تايلاند. قادت قيادته الشركة إلى تطوير أكثر من 400 مشروع سكني بنجاح.
كان عام 2013 حدثًا بارزًا في التنمية الاقتصادية في تايلاند مع افتتاح رئيسة الوزراء ينجلوك شيناواترا لمعرض تايلاند 2020: خطوة تايلاند الجديدة نحو العالم في مجمع حكومة تشاينج واتانا في 12 مارس. عرض المعرض الاستثمارات المقترحة من الحكومة والتي بلغت قيمتها الإجمالية 2 تريليون بات. بعد أن تفقد سريتا مشروعًا سكنيًا قريبًا، زار المعرض وأوصى زملائه في سانسيري بالقيام بنفس الشيء، مدركًا تأثيره المحتمل على قطاع العقارات. على الرغم من المخاوف العامة بشأن تمويل المشروع والآثار المحتملة للديون، أعرب سريتا عن دعمه. في أوائل عام 2019، كتب بشكل إيجابي عن معرض إكسبو 2020، والذي تزامن مع دعوته لمخطط المحفظة الرقمية خلال فترة ولايته كرئيس للوزراء.
ساهمت قيادة سريتا في سانسيري في نمو الشركة حتى خلال الأوقات الصعبة لجائحة كوفيد-19. في عام 2020، تضمنت التطورات البارزة استحواذه على قطعة أرض في زاوية طريق ساراسين بالقرب من حديقة لومبيني في بانكوك. هذا الشراء، بتكلفة 3.9 مليون بات تايلاندي لكل متر مربع (حوالي 4 أمتار مربعة)، يعد أحد أغلى عمليات شراء الأراضي في تاريخ تايلاند. بالإضافة إلى ذلك، في نفس العام، استحوذ سريتا على حصة 15٪ في شركة إكس سبرينغ كابيتال العامة المحدودة.
تم تعليق مسيرته التجارية عندما قرر الانخراط في السياسة الانتخابية في عام 2023. ونظرًا للوائح في قوانين الانتخابات التايلاندية التي تحظر على المسؤولين المنتخبين امتلاك أو الاحتفاظ بأسهم في الشركات، نقل سريتا جميع أسهمه إلى ابنته، تشاندا ثافيسين، في 8 مارس 2023. وشمل هذا النقل أسهمه في سانسيري، والتي تمثل 4.4٪ من الشركة.
في تطور منفصل في 17 أغسطس 2023، قدم تشويت كامولفسيت شكوى إلى نائب المفوض العام للشرطة، سوراتشات هاكبارن، سعياً إلى التحقيق في شراء سريتا للأرض في بانكوك عام 2019. اتهم تشويت سريتا وسانسيري بالتهرب الضريبي. ردًا على هذه الادعاءات، رفع سريتا دعوى تشهير بمبلغ 500 مليون بات تايلاندي ضد تشويت، وخاصة فيما يتعلق بالتعليقات التي أدلى بها خلال مؤتمر صحفي في 3 أغسطس.

## المسيرة السياسية

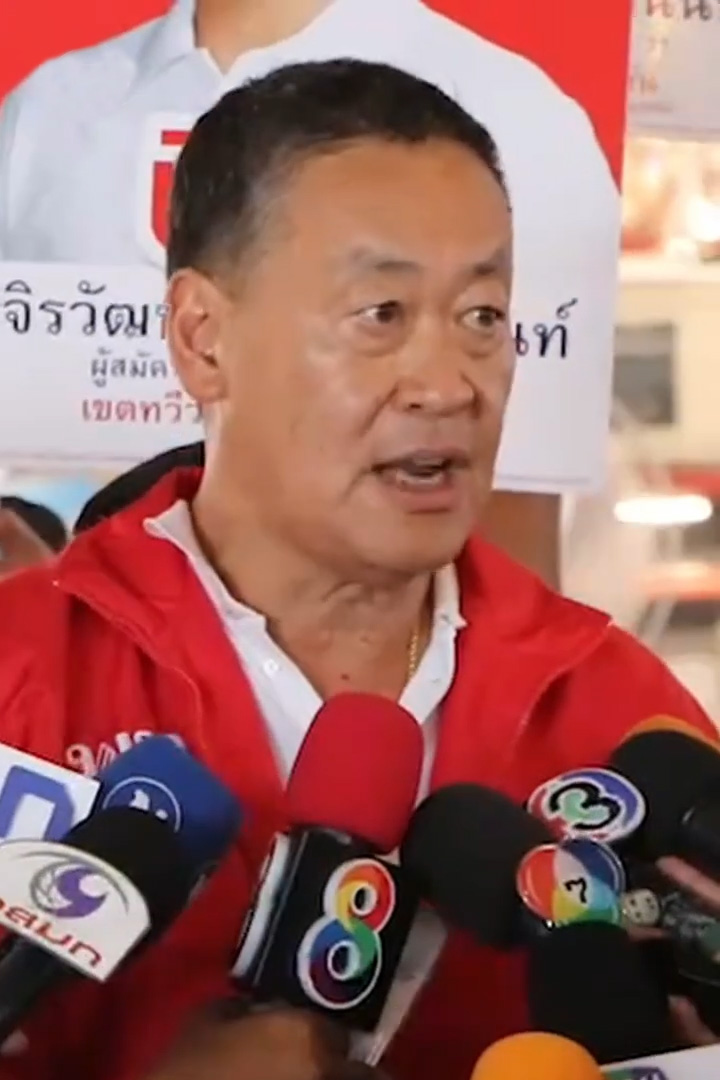
سريتا يدلي بمقابلة خلال الحملة الانتخابية في عام 2023.

كانت الأزمة السياسية التايلاندية في الفترة 2013-2014 فترة من الاضطرابات السياسية الكبيرة في تايلاند. خلال هذا الوقت، أعرب سريتا عن معارضته للجنة الإصلاح الديمقراطي الشعبي. بعد انقلاب عام 2014، امتثل لاستدعاء من المجلس الوطني للسلام والنظام، وأبلغ قاعة الجيش الملكي التايلاندي.
حافظ سريتا على علاقات سياسية مع تاكسين شيناواترا وينجلوك شيناواترا، اللذين شغلا منصب رئيس الوزراء. في الانتخابات العامة التايلاندية لعام 2023، كان من بين المرشحين لرئاسة الوزراء عن حزب فيو تاي. ومن بين المرشحين الآخرين من الحزب ابنة تاكسين الصغرى، بيتونجتارن شيناواترا، وتشيكاسيم نيتيسيري، وزير العدل السابق.

### انتخابات 2023

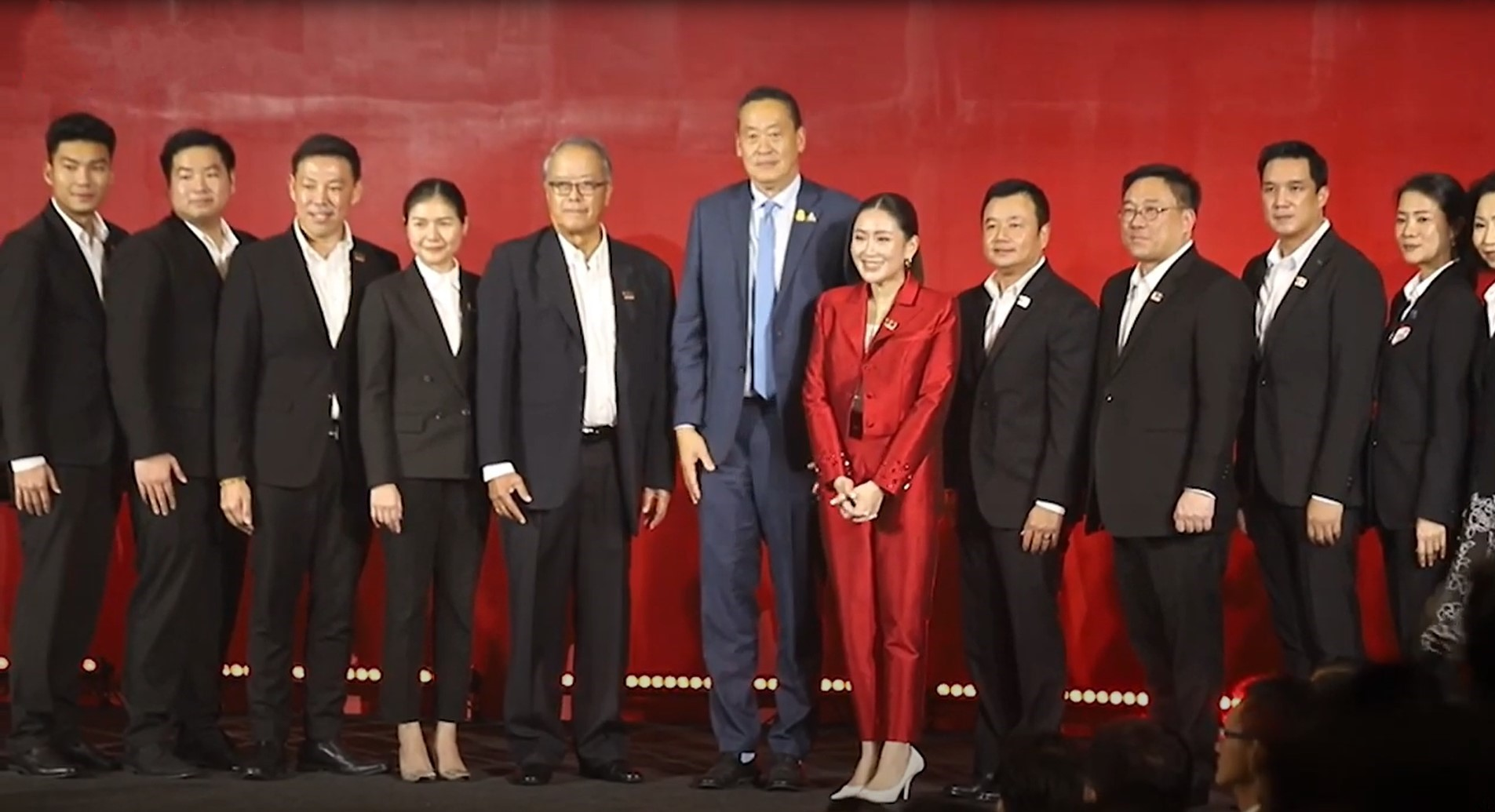
سريتا (وسط) وبايتونجتارن شيناواترا مع اللجنة التنفيذية لحزب فيو تاي قبل الانتخابات العامة التايلاندية لعام 2023.

في نوفمبر 2022، أعلن سريتا عن نيته الانضمام إلى حزب بويا تاي. خلال الانتخابات العامة التايلاندية لعام 2023، تم اختياره كواحد من المرشحين الثلاثة لرئاسة الوزراء في الحزب في 5 أبريل 2023. طوال الحملة، أظهرت استطلاعات الرأي بشكل متكرر أنه يتخلف عن بيتونجتارن في السباق لاختيار رئيس الوزراء المفضل.
أطلق سريتا حملته في منطقة كلونج توي في بانكوك وألقى خطاب حملته الافتتاحية في مقاطعة فيتشيت. وفي وقت لاحق، خلال خطاب في مقاطعة لوي في منتصف أبريل، صرح بأن حزب بويا تاي لن يفكر في تشكيل ائتلاف مع حزب بالانج براتشاراث وحزب الأمة التايلاندية المتحدة، مشيرًا إلى أدوارهما في انقلاب عام 2014.
بعد الانتخابات التي جرت في 14 مايو، ظهر حزب بويا تاي باعتباره الحزب صاحب ثاني أعلى عدد من المقاعد، متخلفًا عن حزب المضي قدما. ثم شكل الحزب ائتلافًا مع حزب المضي قدما وستة أحزاب أخرى. ومع ذلك، في الجولة الأولى من التصويت البرلماني في 13 يوليو، فشل بيتا ليمجاروينرات، زعيم حزب المضي قدما في تأمين عدد كافٍ من الأصوات. بعد ذلك، تم حظر ترشيح بيتا الثاني لمنصب رئيس الوزراء في 19 يوليو لأسباب إجرائية.
بعد فشل حزب المضي قدما في تشكيل حكومة، أفسح المجال لحزب بويا تاي لمحاولة تشكيل حكومة. استبعد هذا الائتلاف في البداية حزب المضي قدما فقط لكنه توسع في 7 أغسطس ليشمل حفل فخر التايلانديين. وفي تحول ملحوظ عن موقفهم الانتخابي السابق، توسع الائتلاف بشكل أكبر ليشمل حزب سلطة الدولة الشعبية وحزب الأمة التايلاندية المتحدة. وصف سريتا هذا التوسع، الذي يتناقض مع وعود الانتخابات السابقة، بأنه خطوة استراتيجية ضرورية.
وفي وقت لاحق، رفضت المحكمة الدستورية التماسًا من أمين المظالم يشكك في دستورية رفض البرلمان لبيتا ليمجاروينرات. تم تحديد جولة جديدة من التصويت البرلماني في 22 أغسطس. خلال هذه الجلسة، ألقى سريتا خطابًا أمام البرلمان، حدد فيه رؤيته وأهدافه إذا أصبح رئيسًا للوزراء، وأجاب أيضًا على أسئلة من أعضاء البرلمان والشيوخ. حصل ترشيحه على دعم من تاكسين شيناواترا.
تم انتخاب سريتا كرئيس وزراء تايلاند الثلاثين، بعد ترشيح من حزب بويا تاي. في جلسة مشتركة خاصة لمجلس النواب ومجلس الشيوخ، حصل على 482 صوتًا من أصل 728.

## رئيس وزراء تايلاند (2023-2024)

### تشكيل الحكومة
تم انتخاب سريتا كرئيس وزراء تايلاند القادم من قبل جلسة مشتركة للبرلمان في 22 أغسطس 2023. تضمنت مسؤولياته المباشرة تشكيل مجلس الوزراء وتقديم سياساته للسنوات الأربع القادمة إلى البرلمان. في اليوم التالي، عين الملك فاجيرالونجكورن رسميًا سريتا كرئيس وزراء تايلاند الثلاثين. بعد التعيين، ألقى سريتا خطاب تنصيبه كرئيس للوزراء.
في 5 سبتمبر، أدى سريتا اليمين الدستورية كرئيس للوزراء ووزير للمالية من قبل الملك. أقيم الحفل في قاعة أمفورن ساثان السكنية في قصر دوسيت، بانكوك. تألفت الحكومة الجديدة التي شكلها سريتا من 34 وزيرًا يمثلون ستة أحزاب داخل الائتلاف الحاكم. وشمل ذلك العديد من الوزراء الذين خدموا في ظل الإدارة السابقة لبرايوت تشان أوتشا.
تنحى سريتا عن منصب وزير المالية في أبريل 2024 خلال تعديل وزاري. وخلفه مستشاره والمدير التنفيذي السابق للطاقة، بيتشاي تشونهافاجيرا.

### السياسة الداخلية

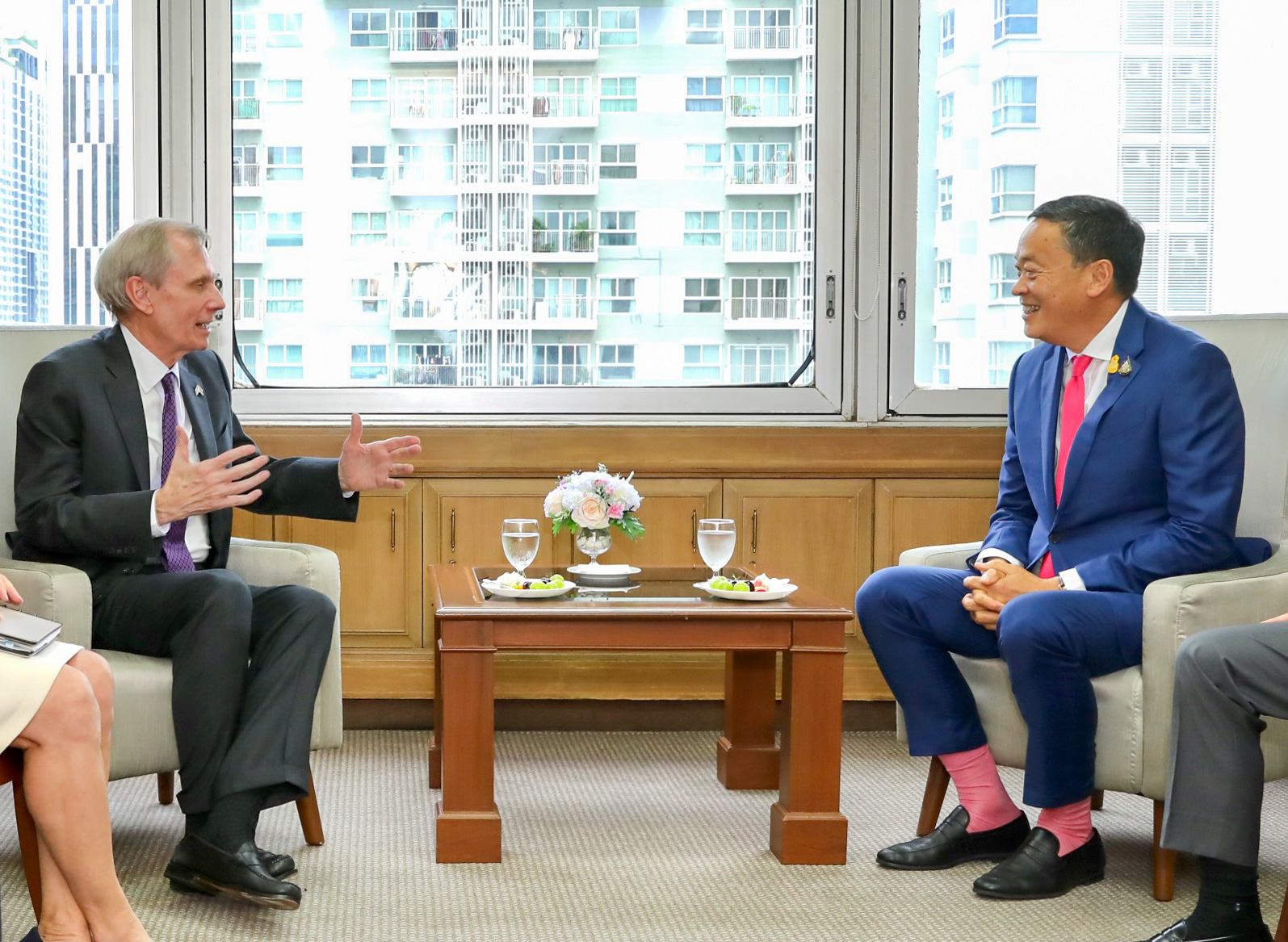
سريتا يلتقي بالسفير الأمريكي روبرت ف. جوديك في مقر حزب بويا تاي في عام 2023.

في 8 سبتمبر، قام سريتا بزيارة إلى المقاطعات الشمالية الشرقية خون كاين وأودون ثاني ونونج خاي. هذه المقاطعات معروفة بأنها معاقل لدعم حزب بويا تاي. وبصحبة العديد من الوزراء، عكست زيارته النهج الذي تبناه سابقًا رئيس الوزراء السابق تاكسين شيناواترا. خلال جولته، انخرط سريتا في مناقشات مع السكان المحليين لمعالجة القضايا الإقليمية.
في خون كاين، شملت زيارته سد أوبول راتانا، وهو موقع يعاني من ظروف الجفاف. أبلغ سريتا وسائل الإعلام أن الزراعة كانت أولوية رئيسية لحكومته، مؤكدًا على الخطط الرامية إلى تعزيز الإنتاجية الزراعية في المنطقة، مع هدف محدد يتمثل في زيادة غلة المزارعين بنسبة 50٪. في نونج خاي، ركزت مناقشاته على العلاقات البحرية بين تايلاند والصين.

#### الاقتصاد
في الحادي عشر من سبتمبر، قدم سريتا بيان سياسة مجلس الوزراء إلى البرلمان. وقد حدد البيان استراتيجيات الحكومة لمعالجة القضايا الوطنية، مع التركيز على القطاع الاقتصادي. وعلى الرغم من التوقعات العالية من مختلف المجموعات الاقتصادية والعمالية والتجارية، فقد واجه البيان تحليلاً نقديًا من أحزاب المعارضة ووسائل الإعلام. وانتقد سيريكانيا تانساكون، نائب زعيم وكبير الاقتصاديين في حزب المضي قدمًا، السياسة بسبب افتقارها الملحوظ إلى التحديد والأهداف القابلة للتنفيذ. وعلق سيريكانيا على غياب المؤشرات والإطارات الزمنية الواضحة، وقارنها بنسخة مسودة سابقة تم تسريبها، وأعرب عن قلقه بشأن فعاليتها المحتملة في توجيه الاتجاه الاقتصادي للبلاد.
في عام 2023، كان اقتصاد تايلاند في مرحلة من التعافي التدريجي، لكنه لم يحقق الأهداف المتوقعة. ووصف سريتا الاقتصاد بأنه في "أزمة". وأكد أن أعلى أسعار الفائدة في عقد من الزمان كانت ضارة بالشركات ودعا بنك تايلاند إلى خفض هذه الأسعار.
وكان لمحافظ بنك تايلاند وجهة نظر مختلفة. فقد اختلف مع وصف الحالة الاقتصادية بأنها أزمة. وعلاوة على ذلك، أعرب عن تشككه في فعالية تدابير التحفيز قصيرة الأجل التي اتخذتها الحكومة وزعم أن هذه التدابير لن تعالج التحديات الاقتصادية الأساسية، مؤكداً أن القضايا البنيوية كانت العوائق الرئيسية أمام النمو.
دعا سريتا إلى خفض أسعار الفائدة بمقدار 25 نقطة أساس من قبل لجنة السياسة النقدية التابعة لبنك تايلاند. ومع ذلك، أبقت لجنة السياسة النقدية، في قرار 5-2، على سعر إعادة الشراء ليوم واحد عند 2.50٪، وهو أعلى مستوى في أكثر من عقد من الزمان. وعزا البنك المركزي القرار إلى النمو الاقتصادي الأبطأ من المتوقع، مؤكدًا على الاعتماد على الطلب المحلي. تم تحديد العوائق الهيكلية، وخاصة انخفاض القدرة التنافسية، كعوامل تعوق النمو. أقر بنك تايلاند بتضخم رئيسي أقل من المتوقع، يتركز بشكل أساسي في قطاعات مثل الغذاء والطاقة، مع التأكيد على أنه لا يشير إلى انخفاض الطلب.
وعلى الرغم من عدم موافقة سريتا على تصرفات البنك، فقد دعا إلى سياسات مالية ونقدية تعاونية، مؤكدًا على افتقاره إلى السلطة للتدخل في قرارات البنك المركزي. أعرب كبار مسؤولي مجلس النقل عن استعدادهم لخفض الأسعار إذا حدث انخفاض كبير في الاستهلاك.

#### البنية التحتية
أظهرت الحكومة اهتمامًا متجددًا بتعزيز النقل عبر مضيق ملقا عبر برزخ كرا. يمكن إرجاع مفهوم بناء قناة في ما يُعرف الآن بتايلاند إلى عام 1677، عندما اقترح الملك ناراي العظيم فكرة إنشاء طريق حرير بحري. تتضمن خطة الإدارة تطوير جسر بري، والذي يتضمن بناء موانئ بحرية عميقة في تشومفون ورانونغ، مرتبطة بشبكات السكك الحديدية والطرق.
يشكل المشروع، بتكلفة تقديرية تبلغ 1 تريليون بات تايلاندي، جزءًا من الممر الاقتصادي الجنوبي. تم تصميمه ليتم إكماله على مرحلتين، حيث من المتوقع أن تنتهي المرحلة الأولى حوالي عام 2030 والثانية بحلول عام 2039. عند الانتهاء، يهدف المشروع إلى تسهيل التعامل مع ما يصل إلى 20 مليون حاوية شحن سنويًا.
حصل مشروع البنية التحتية هذا على موافقة مجلس الوزراء في 16 أكتوبر. خلال زياراته اللاحقة للولايات المتحدة لحضور قمة منتدى التعاون الاقتصادي لدول آسيا والمحيط الهادئ وإلى بكين لحضور منتدى الحزام والطريق لعام 2023، سعى رئيس الوزراء سريتا إلى الحصول على استثمارات من الكيانات الأمريكية والصينية لدعم التطوير.
أثار مشروع الجسر البري مخاوف وانتقادات كبيرة من السكان المحليين. أقر سريتا بأن تواصل الحكومة مع المستثمرين الدوليين حول الإمكانات الاقتصادية للمشروع كان من الممكن أن يكون أكثر فعالية. كما أثار مشروع الجسر البري مخاوف وانتقادات كبيرة من السكان المحليين. وأشار سريتا إلى أن الحكومة لم تنجح في كسب ثقة الشعب التايلاندي فيما يتعلق بهذا المشروع الطموح، مما يسلط الضوء على الانفصال بين نوايا المشروع والإدراك العام. كما أقر بأن تواصل الحكومة مع المستثمرين الدوليين حول الإمكانات الاقتصادية للمشروع كان من الممكن أن يكون أكثر فعالية.

#### السياحة
عمل سريتا بنشاط على تنشيط قطاع السياحة في تايلاند. في 25 سبتمبر، تم إعفاء السياح من الصين وكازاخستان من تأشيرات السياحة، مما جعل هذا التغيير في السياسة يتماشى مع الأسبوع الذهبي وعطلات رأس السنة الصينية. جنبًا إلى جنب مع السفير الصيني، هان تشي تشيانغ، رحب سريتا بأول رحلة من شنغهاي إلى مطار سوفارنابومي منذ تنفيذ هذا الإعفاء. كان من المقرر أن تظل سياسة الإعفاء من التأشيرة هذه سارية المفعول حتى 29 فبراير 2024 بالنسبة للكازاخستانيين. بالنسبة للسياح الصينيين، تم تمديد إعفاء التأشيرة، حيث وقعت كل من تايلاند والصين اتفاقية إعفاء من التأشيرة والتي ستدخل حيز التنفيذ في 4 مارس 2024.
واجه قطاع السياحة انتكاسة في أعقاب حادث إطلاق نار في سيام باراغون، مما أدى إلى انخفاض الثقة بين السياح الصينيين. أفادت المتحدثة باسم الحكومة تشاي واشارونكي أنه على الرغم من تسجيل 650 ألف زائر صيني في البداية لزيارة تايلاند، إلا أن العدد انخفض إلى 590 ألفًا في أعقاب الحادث.
في 17 أكتوبر، وافق مجلس الوزراء على تمديد الإقامة بدون تأشيرة للسياح الروس من 30 إلى 90 يومًا. تم توقيت هذا القرار مع بداية موسم الشتاء الروسي وتزامن مع فترة الذروة السياحية في تايلاند. تحتل روسيا المرتبة الخامسة من حيث عدد الزوار إلى تايلاند، والأعلى من أوروبا. من المقرر أن تبدأ سياسة التأشيرة الممتدة للروس في نوفمبر وتستمر حتى أبريل 2024. تم الإعلان عن هذا التمديد بالتزامن مع اجتماع بين سريتا والرئيس الروسي فلاديمير بوتن.
في إطار تمديد سياسة الإعفاء من التأشيرة في تايلاند، مُنح المسافرون الهنود والتايوانيون أيضًا دخولًا بدون تأشيرة من 10 نوفمبر 2023 إلى 10 مايو 2024. تعد الهند رابع أكبر مصدر للسياح إلى تايلاند.
كتتويج لهذه الإعفاءات من التأشيرة والافتتاح التدريجي لحدودها بعد الوباء، تعافى وصول الرحلات الجوية للموسم المرتفع إلى أكثر من 80٪ من المستويات التي شوهدت في عام 2019.
في 16 فبراير في منتدى iBusiness في بانكوك، أبلغت مجموعة انشوتز للترفيه سريتا أن سبب عدم قيام تايلور سويفت بأداء في تايلاند كان بسبب صفقة مع سنغافورة حيث وافقت على عدم جدولة أي حفلات موسيقية لجولة العصور في دول رابطة دول جنوب شرق آسيا بخلاف سنغافورة. وردًا على ذلك، تعهد سريتا بدعم جعل تايلاند مركزًا إقليميًا للحفلات الموسيقية.

#### تعزيز جواز السفر التايلاندي
أعطى سريتا الأولوية لتعزيز جواز السفر التايلاندي، حيث احتل المرتبة 52 من حيث القوة حسب مؤشر جوازات السفر في عام 2024. في مناقشات مع رئيس الوزراء البلجيكي ألكسندر دي كرو في سويسرا، استكشف إمكانية تسهيل دخول حاملي جوازات السفر التايلاندية إلى أوروبا. خلال زيارة الرئيس الألماني فرانك فالتر شتاينماير في يناير 2024 إلى تايلاند، ناشد سريتا الدعم في تأمين إعفاءات التأشيرة لحاملي جوازات السفر التايلاندية من دول منطقة شنغن. بالإضافة إلى ذلك، تهدف تايلاند إلى تمديد إعفاءات التأشيرة الحالية لمدة 30 يومًا لدول شنغن. للحصول على نفوذ في المفاوضات، تخطط تايلاند للتعاون مع فيتنام وكمبوديا ولاوس وماليزيا لإجراء محادثات مع الاتحاد الأوروبي.
في 14 فبراير، وافق الحاكم العام الأسترالي ديفيد هيرلي على النظر في إمكانية وجود مخطط إعفاء متبادل من التأشيرة بين تايلاند وأستراليا خلال زيارته.

#### مخطط المحفظة الرقمية
في الفترة التي سبقت انتخابات عام 2023، قام حزب بويا تاي بحملة من أجل مبادرة المحفظة الرقمية. تضمنت هذه الخطة، التي تستهدف المواطنين التايلانديين الذين تزيد أعمارهم عن 16 عامًا، توزيع إعانة ممولة من الحكومة بقيمة 10000 بات تايلاندي لكل فرد. كان الشرط هو أن يتم إنفاق الأموال في دائرة نصف قطرها 4 كم من عنوان المستلم وفي غضون ستة أشهر. لتشمل 54.8 مليون مواطن مؤهل، سيتطلب الاقتراح تخصيص 560 مليار بات تايلاندي من الحكومة.
حافظ سريتا، بعد انتخابه، على دعمه لهذه السياسة، مع الاعتراف بطبيعتها المثيرة للجدل. وقد وصف حزب بويا تاي المبادرة بأنها حيوية لإنعاش الاقتصاد التايلاندي، مع التزام حكومة سريتا بالنظر في ردود الفعل العامة على السياسة.
وقد أثار العديد من الخبراء الاقتصاديين، بما في ذلك خبراء بنك تايلاند، مخاوفهم. وتركز هذه الانتقادات على العواقب المحتملة طويلة الأجل على مستقبل تايلاند الاقتصادي. كما أعرب كورن تشاتيكافانيج، وزير المالية السابق في عهد إدارة أبيسيت فيجاجيفا أثناء الركود الكبير، عن تشككه في الخطة، مشيرًا بشكل خاص إلى افتقارها إلى التفاصيل المحددة.
تم إنشاء لجنة مخصصة لتوضيح المخطط. خلال زيارة إلى مقاطعة فيتسانولوك في 15 أكتوبر 2023، أعلن سريتا عن نيته البدء في تنفيذ هذا المخطط في فبراير 2024. ومع ذلك، تم تأجيل إطلاق مخطط المحفظة الرقمية إلى مايو 2024. منذ سبتمبر، دعا سريتا أيضًا إلى خفض تكاليف الكهرباء والوقود داخل حكومته.
من حيث الاستقبال العام، أشار استطلاع أجراه المعهد الوطني لإدارة التنمية إلى استجابات متباينة. اعتبارًا من أكتوبر 2023، أظهر الاستطلاع أن جهود حكومة رئيس الوزراء "أرضت إلى حد ما" 55٪ من المستجيبين، بينما أعرب 40٪ عن عدم رضاهم.
في 10 نوفمبر 2023، أعلن سريتا عن خطط لاقتراض 500 مليار بات لدعم مخطط المحفظة الرقمية. كان هذا القرار بمثابة تحول كبير عن الاستراتيجية الأولية للحكومة، والتي تضمنت تمويل البرنامج من خلال الميزانية السنوية أو القروض من بنك الادخار الحكومي. قوبل الإعلان بانتقادات واسعة النطاق، مما سلط الضوء على الابتعاد عن النهج المالي المعلن سابقًا.
في يناير 2024، أشار نائب وزير المالية جولابون أمورنفيات إلى أن تنفيذ المخطط قد يتأخر إلى ما بعد مايو. وعلى الرغم من الشكوك المستمرة حول البرنامج، أكد سريتا أن الحكومة لديها بيانات كافية لإثبات فعالية البرنامج وقيمته. أعرب سريتا عن نيته تسريع المناقشات مع نائب وزير المالية جولابون أمورنفيات.
في 15 يوليو 2024، أعلن سريتا أنه يمكن للشركات والأفراد المؤهلين التسجيل في البرنامج بدءًا من أغسطس.

#### صناعة السيارات الكهربائية
في 21 سبتمبر 2023، انخرط سريتا في مناقشات مع إيلون ماسك حول استثمارات تيسلا المحتملة في صناعة السيارات الكهربائية التايلاندية. كان هذا الاجتماع جزءًا من استراتيجية سريتا الأوسع لجذب استثمارات أكبر من شركات مثل تيسلا لدعم قطاع السيارات الكهربائية في تايلاند. خطط سريتا لمواصلة هذه المناقشات في نوفمبر. بالإضافة إلى ذلك، بعد زيارة إلى ماليزيا في 11 أكتوبر، أشار سريتا إلى أن بروتون، جنبًا إلى جنب مع شريكتها الصينية جيلي، كانت تفكر في إنشاء مصانع للسيارات الكهربائية في تايلاند. بالإضافة إلى ذلك، كانت تايلاند تتعاون مع تويوتا لتطوير صناعة السيارات الكهربائية المحلية بشكل مشترك.
منذ بداية حكومة سريتا، شهد سوق المركبات الكهربائية في تايلاند نموًا كبيرًا. أدى هذا التقدم إلى قيام مركز أبحاث وتكنولوجيا السيارات الصيني بإنشاء مركز تصنيع السيارات الإقليمي في تايلاند. بالإضافة إلى ذلك، في يناير 2024، حددت تايلاند رواسب ليثيوم كبيرة في فانغ نجا بتركيز عالٍ من الليثيوم. وقد قدر خبراء من جامعة شولالونغكورن أن متوسط محتوى الليثيوم في هذه الرواسب، حوالي 0.4٪، أعلى من الرواسب المماثلة الموجودة عالميًا. ومع ذلك، كان هناك بعض الجدل بين العلماء والمسؤولين الحكوميين بشأن التأثير المحتمل لهذا الاكتشاف، وخاصة بسبب الاختلافات بين أنواع الموارد المعدنية الموجودة، بما في ذلك الليبيدوليت، وهو معدن يحتوي على الليثيوم، ومحتوى الليثيوم الفعلي في هذه الرواسب.

#### القنب

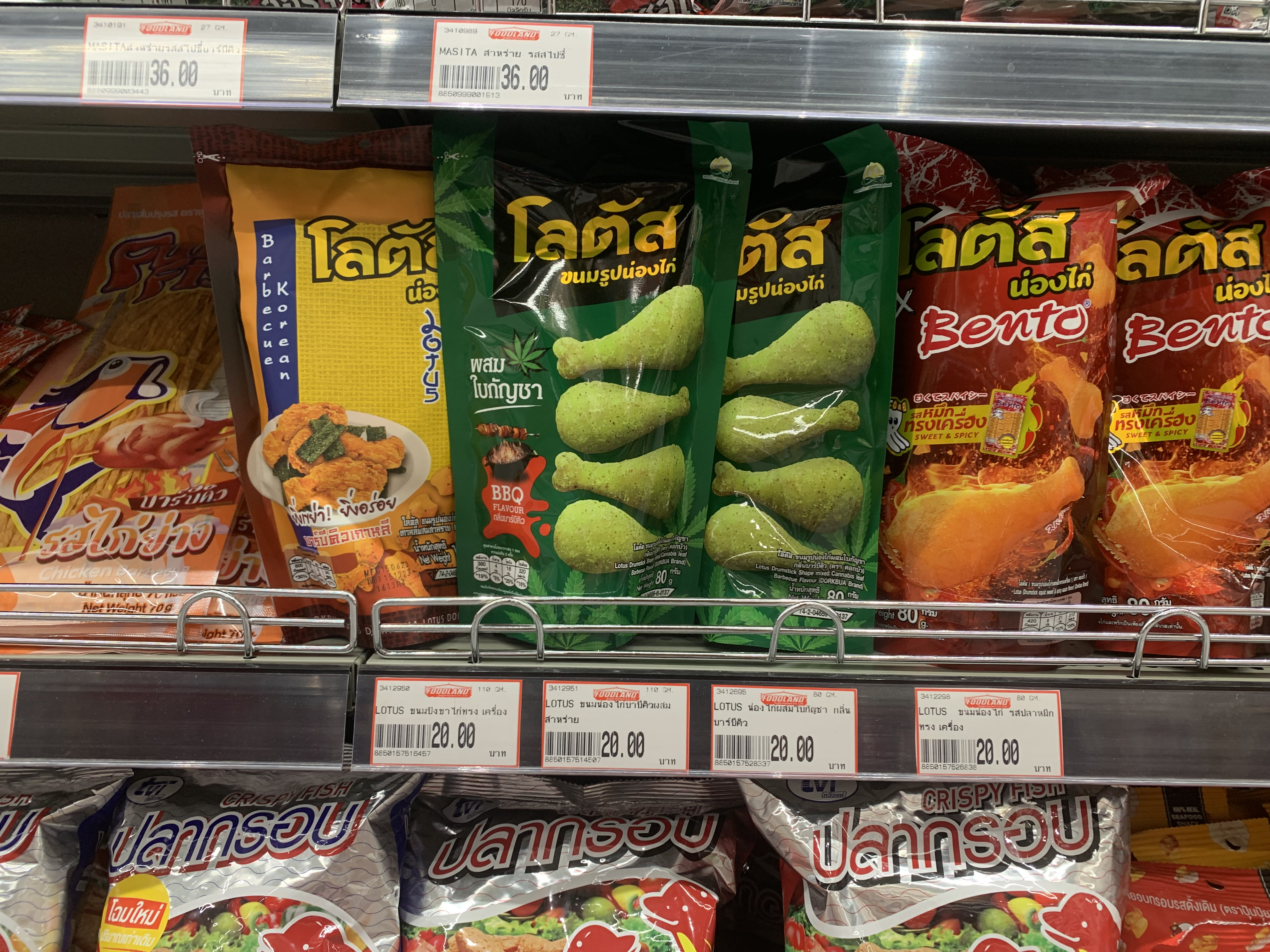
عبوات رقائق على شكل عود طبل تدعي أنها "تحتوي على أوراق القنب" تباع في سوبر ماركت في بانكوك.

أشار سريتا إلى تحول في سياسة الحكومة بشأن القنب، واقترح تقييد استخدامه للأغراض الطبية فقط. يمثل هذا النهج تغييرًا عن السياسة السابقة في عهد برايوت تشان أوتشا، الذي ألغى تجريم القنب في 9 يونيو 2022. في حملة الانتخابات لعام 2023، خاض حزب بويا تاي الانتخابات على منصة مناهضة للمخدرات. في مقابلة أجريت في سبتمبر 2023 مع بلومبرج في نيويورك، أعرب سريتا عن نية حكومته إصلاح سياسة القنب الحالية، بما في ذلك تنظيم الصيدليات، في غضون ستة أشهر.
اقترح حفل فخر التايلانديين تشريعًا لمراقبة أكثر صرامة لصناعة القنب. ومع ذلك، فإن هذا الاقتراح لا يصل إلى حد إعادة تصنيف القنب كمخدر. أقرت سريتا بوجود إجماع داخل الائتلاف على الحاجة إلى مراجعة سياسة القنب.
في يناير 2024، بعد فشل مشروع قانون سابق في نوفمبر، قدمت وزارة الصحة مشروع قانون جديد يركز على تقييد القنب ومنتجاته حصريًا للأغراض الطبية والصحية. يتضمن هذا الاقتراح أحكامًا بغرامات كبيرة وأحكام بالسجن تصل إلى عام واحد للمخالفين. تعهد سريتا بتعديل قوانين القنب، معربا باستمرار عن معارضته لاستخدام القنب الترفيهي بسبب المخاوف بشأن تعاطي المخدرات. على الرغم من أن استهلاك الماريجوانا ظل غير قانوني بعد إلغاء تجريمه في عام 2022، فإن مشروع القانون الجديد هذا يسعى إلى الحد بشكل أكبر من الإعلان والتسويق لمنتجات القنب.
صرح وزير الصحة السابق أنوتين تشارنفيراكول، وهو من أنصار التشريع في الحكومة السابقة، أن القصد الأصلي من التشريع لم يكن السماح بالاستخدام الترفيهي العام. وقد أدى التحول في اتجاه السياسة إلى خيبة الأمل بين أولئك الذين يدافعون عن تشريع أوسع نطاقًا للقنب، مما أثار تساؤلات حول الآثار الاقتصادية ومستقبل الشركات في صناعة القنب.

#### الأسلحة
ردًا على إطلاق النار في سيام باراغون في بانكوك في 3 أكتوبر، التزم سريتا دقيقة صمت في نفس المكان في اليوم التالي. وخلال هذا الحدث، أكد على أهمية الوقاية، قائلاً: "فلتكن هذه هي المرة الوحيدة التي يحدث فيها هذا. تصر حكومتي على أننا سنعطي الأولوية للتدابير الوقائية". اتصل سريتا بالسفير الصيني ليطمئنه على تدابير السلامة المعززة للسياح، قبل الاتصال بسفراء آخرين من بلدان الضحايا الذين لقوا حتفهم في إطلاق النار.
في أعقاب هذه الأحداث، تم تنفيذ حملة وطنية شاملة. وبحلول 12 أكتوبر، أسفرت هذه العملية عن مصادرة أكثر من 2000 سلاح ناري غير قانوني، وحوالي 75000 طلقة ذخيرة، وأدت إلى اعتقال 1593 شخصًا. بالإضافة إلى ذلك، علق وزير الداخلية تجارة واستيراد الأسلحة النارية، بما في ذلك تعليق إصدار تصاريح الأسلحة النارية الجديدة.

#### الجيش
في 30 أكتوبر 2023، أعلن وزير الدفاع، سوتين كلونجسانج، عن خطط لرفع مرسوم الطوارئ في المقاطعات الجنوبية باتاني ويالا وناراثيوات. تم تنفيذ هذا المرسوم، الذي كان ساريًا منذ عام 2005، في الأصل بسبب التمرد الانفصالي في هذه المناطق.
فيما يتعلق بالمشتريات العسكرية في تايلاند، كانت هناك مناقشات مستمرة منذ عام 2017 تحت إدارة برايوت تشان أوتشا لشراء غواصة من فئة يوان من الصين. ومع ذلك، نشأت تعقيدات عندما لم تتمكن ألمانيا من تصدير المحركات المخصصة للاستخدام في هذه الغواصات، مما أجبر تايلاند على النظر في خيارات بديلة. ونتيجة لذلك، تحول التركيز إلى الحصول على فرقاطة. وأوضح سوتين أن صفقة الغواصات لم يتم إلغاؤها ولكنها معلقة حاليًا.
أجاب سريتا ذات مرة على سؤال من الصحافة بشأن سياسة الإصلاح العسكري لحزب بويا ثاي، قائلاً إنه لا يريد أن يسميها "إصلاحًا" بل "تطورًا مشتركًا" بين القيادة المدنية والجيش.
في أعقاب غرق الفرقاطة التايلاندية إتش تي إم إس سوخوثاي في 18 ديسمبر 2022، تواصلت مجموعة الاستشارات العسكرية المشتركة للولايات المتحدة في تايلاند مع البحرية الملكية التايلاندية للتعبير عن مخاوفها. ومع ذلك، لم يكن هناك رد من تايلاند على هذا الاتصال. في 1 ديسمبر من نفس العام، أرسلت مجموعة الاستشارات العسكرية المشتركة للولايات المتحدة في تايلاند خطابًا ثانيًا ردًا على التقارير التي تفيد بأن مقاولًا تايلانديًا، كان يتعاون مع الصين، قد تم اختياره لإنقاذ السفينة. وعلى الرغم من أن العرض المقدم من الشركة الفائزة لا يزال ينتظر الموافقة، أعرب رئيس مجموعة الاستشارات العسكرية المشتركة للولايات المتحدة في تايلاند الأدميرال أدونج فان إيام عن مخاوفه بشأن التأخيرات المحتملة بعد أبريل إذا شاركت الولايات المتحدة. واستجابة لتحذيرين من الولايات المتحدة، وامتثالاً لاتفاقهما، ألغت مجموعة الاستشارات العسكرية المشتركة للولايات المتحدة في تايلاند العطاء الذي كان من المقرر منحه لشركة تستخدم معدات من الصين.
كان من المقرر أن تتم عملية إنقاذ الكورفيت خلال حدث كوبرا جولد 2024، الذي أقيم في الفترة من 27 فبراير إلى 10 مارس 2024. تم التخطيط لهذه العملية كمهمة استرداد محدودة مشتركة بهدف تكريم البحارة المفقودين وتوفير الراحة لعائلاتهم وأصدقائهم. شمل نطاق المهمة جمع الأدلة تحت الماء لمزيد من التحقيق، وتعطيل الأسلحة الأمريكية المثبتة على السفينة بشكل دائم، وإنقاذ بعض المعدات والأسلحة. تم اقتراح ترك الحطام في مكانه كنصب تذكاري كإجراء لتوفير التكاليف. قادت تايلاند المهمة، بدعم من الولايات المتحدة.

#### البيئة

ازدادت معدلات استهلاك الغاز في تايلاند واعتمادها على واردات الغاز على مدى السنوات الخمسين الماضية.

واجهت الحكومة قبل سريتا تحديات في معالجة تلوث الهواء بجسيمات 2.5 مادة جسيمية ودعم المجتمعات القائمة على الموارد. تم تصنيف السياسات البيئية لحكومة سريتا ضمن خطط متوسطة إلى طويلة الأجل في عرضها السياسي للبرلمان.
في 6 أكتوبر 2023، حضر سريثا ندوة الحوكمة البيئية والاجتماعية 2023: تسريع التغييرات نحو مجتمع منخفض الكربون في مركز الملكة سيريكيت الوطني للمؤتمرات. هنا، شارك رؤيته للاقتصاد المستدام، مع التركيز على المشاركة الشعبية وحقوق الإنسان والمساواة ومبادرات تغير المناخ.
كما شارك سريتا في منتدى الاستدامة 2024 في بانكوك، حيث ناقش دور تايلاند في التنمية المستدامة على مستوى العالم. وأعرب عن التزامه بخفض تكاليف الكهرباء وسلط الضوء على أهمية مبادرات الطاقة الشمسية المنزلية.
في 29 نوفمبر 2023، قاد اجتماعًا في شيانغ ماي ركز على القضايا البيئية في المنطقة، بما في ذلك حرائق الغابات والضباب الدخاني وتلوث 2.5 مادة جسيمية. لاحقًا، في 11 يناير 2024، خلال زيارة أخرى إلى شيانغ ماي، أيد مشروع قانون الهواء النظيف. وأشار إلى تحسن في جودة الهواء في شيانغ ماي مقارنة بالعام السابق.
ومع ذلك، حكمت محكمة شيانغ ماي الإدارية ضد رئيس الوزراء ومجلس البيئة الوطني. ركز قرار المحكمة على فشلهم في معالجة مشكلة ضباب 2.5 مادة جسيمية في الشمال بشكل مناسب في العام السابق. سيعقد سريتا اجتماعًا للمسؤولين الحكوميين للامتثال لأمر المحكمة.

#### التعليم

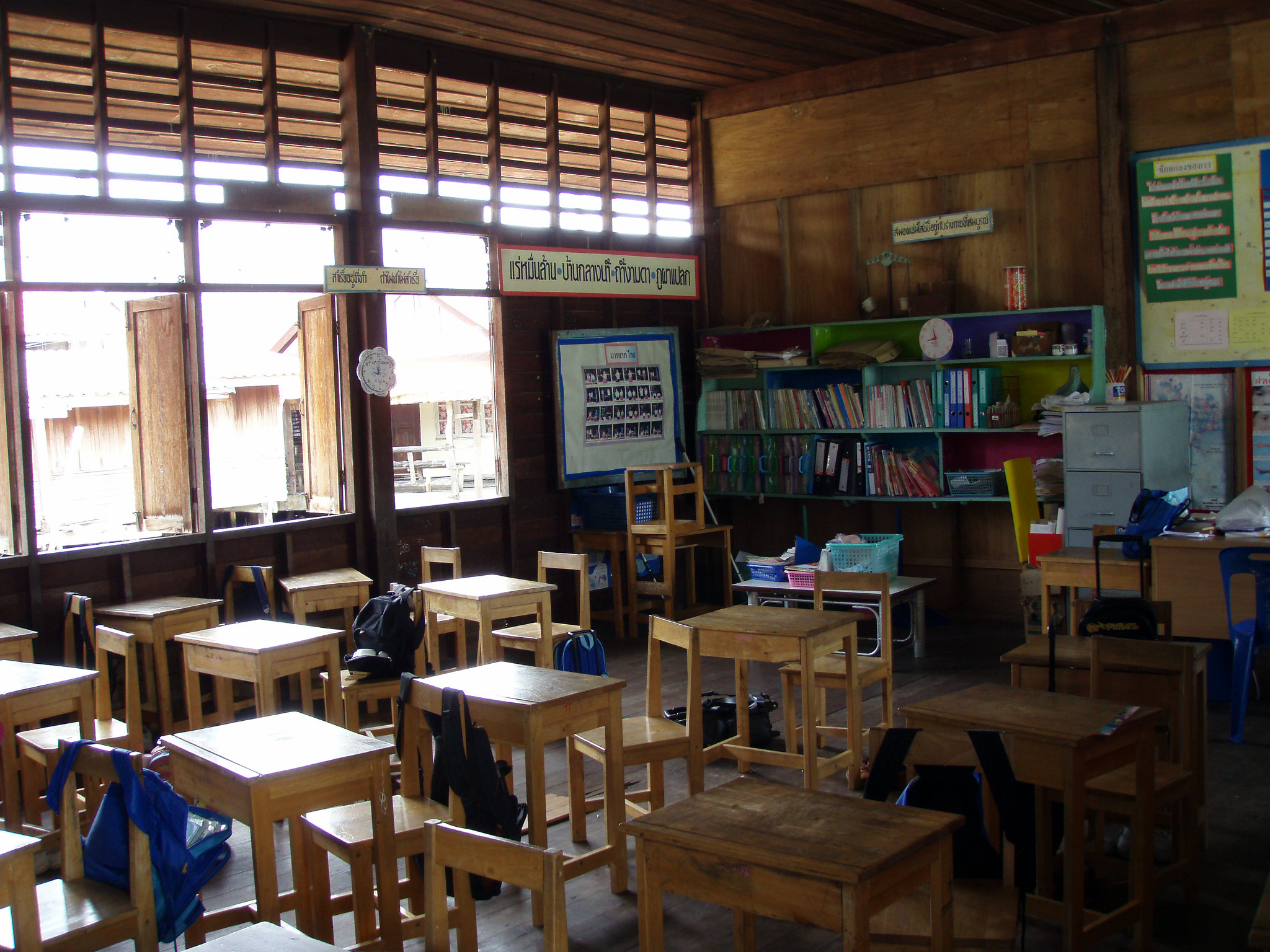
فصل دراسي تايلاندي شائع موجود في المدارس الريفية في تايلاند.

كان نظام التعليم في تايلاند يتراجع على مدى السنوات العشر إلى العشرين الماضية. منذ أن شاركت البلاد لأول مرة في برنامج تقييم الطلاب الدولي في عام 2001، سجلت تايلاند أدنى درجة في تاريخها في تقييمها الأخير. وفقًا للأستاذ المساعد أثابول أنونثافوراساكول من جامعة شولالونغكورن، أدى فشل وزارة التعليم في معالجة جائحة كوفيد-19 إلى انخفاض الدرجات. بالإضافة إلى ذلك، كانت تايلاند من بين البلدان التي تدهورت بالفعل في برنامج تقييم الطلاب الدولي حتى قبل الوباء. لمعالجة الأداء التعليمي المتدهور في تايلاند، وهو مصدر قلق تعهد سريتا بمعالجته، فقد التزم بحل هذه التحديات التعليمية.
قبل أن يصبح رئيسًا للوزراء، كان سريتا من دعاة الحد من التفاوت التعليمي. كان يهدف إلى رعاية الشباب المطلعين والمسؤولين أخلاقيًا والذين يفهمون أهمية التعاون في بناء مجتمع وأمة أفضل. كما كرست إدارته نفسها لإنشاء أول قاعدة بيانات شاملة في تايلاند حول المتسربين من المدارس. أعرب سريتا عن التزامه بإزالة الحواجز التي تحول دون حصول الأطفال التايلانديين على التعليم، وحدد هدفًا لتقليص عدد الأطفال المحرومين من الفرص التعليمية إلى الصفر. بالإضافة إلى ذلك، أكد على الحاجة إلى تطوير مهارات الشباب وسلط الضوء على أهمية الاستثمار في التعليم كوسيلة لتحسين نوعية الحياة والمسؤوليات المدنية.

### السياسة الخارجية

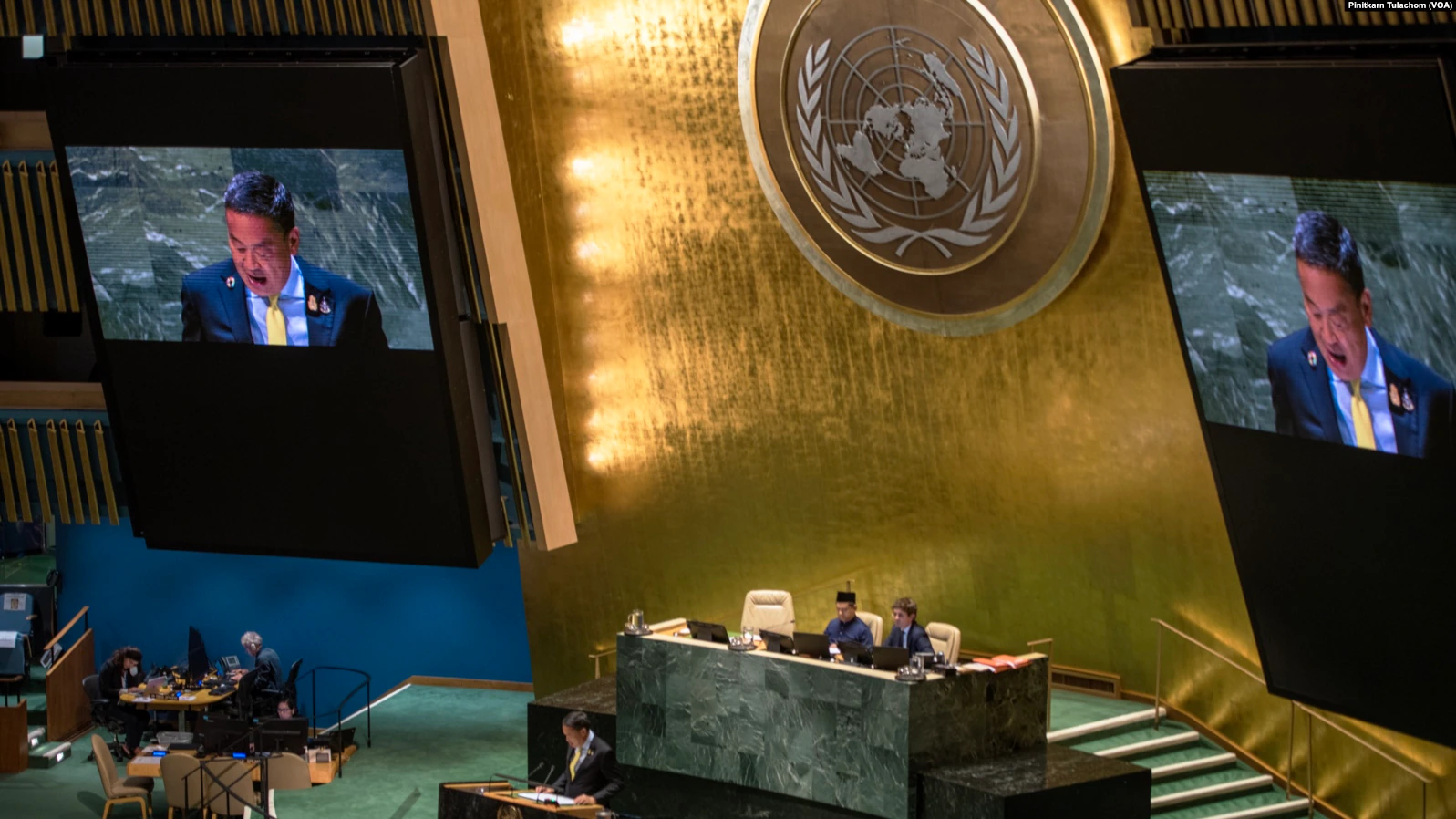
سريتا تلقي كلمة في الدورة الثامنة والسبعين للجمعية العامة للأمم المتحدة في عام 2023.

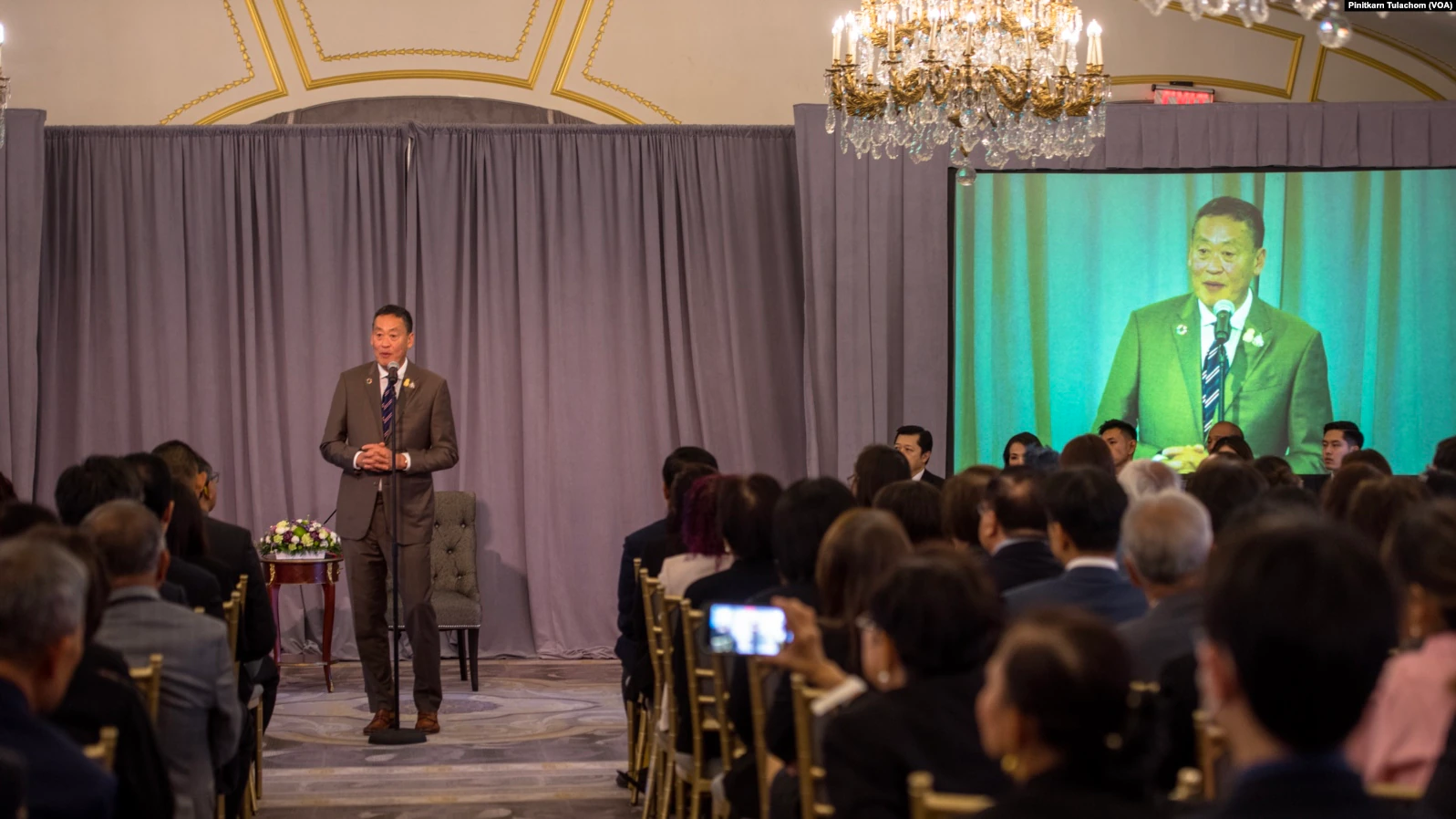
سريتا تلتقي بالأميركيين التايلانديين في مدينة نيويورك في 21 سبتمبر 2023.

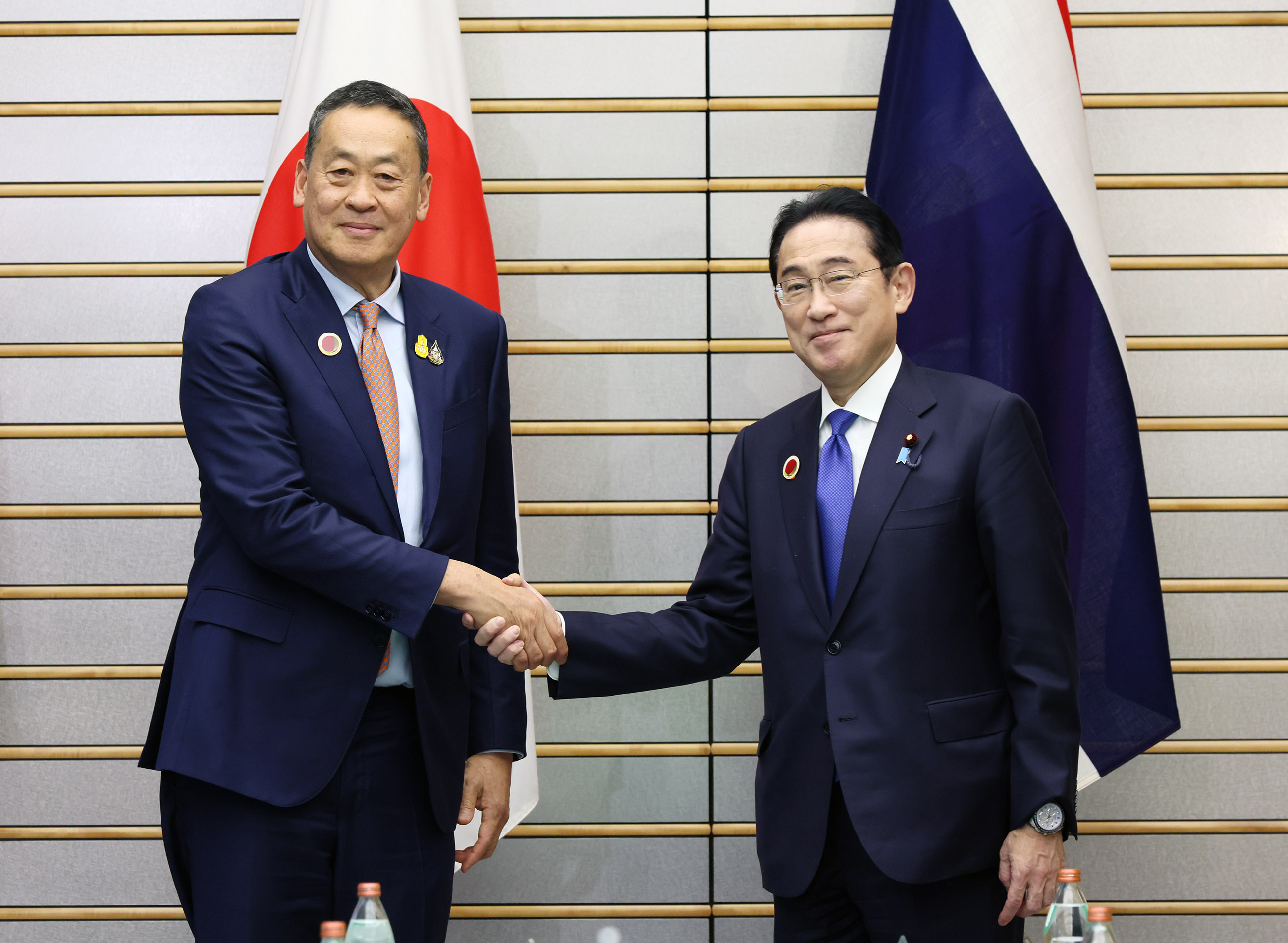
سريتا مع رئيس وزراء اليابان فوميو كيشيدا في عام 2023.

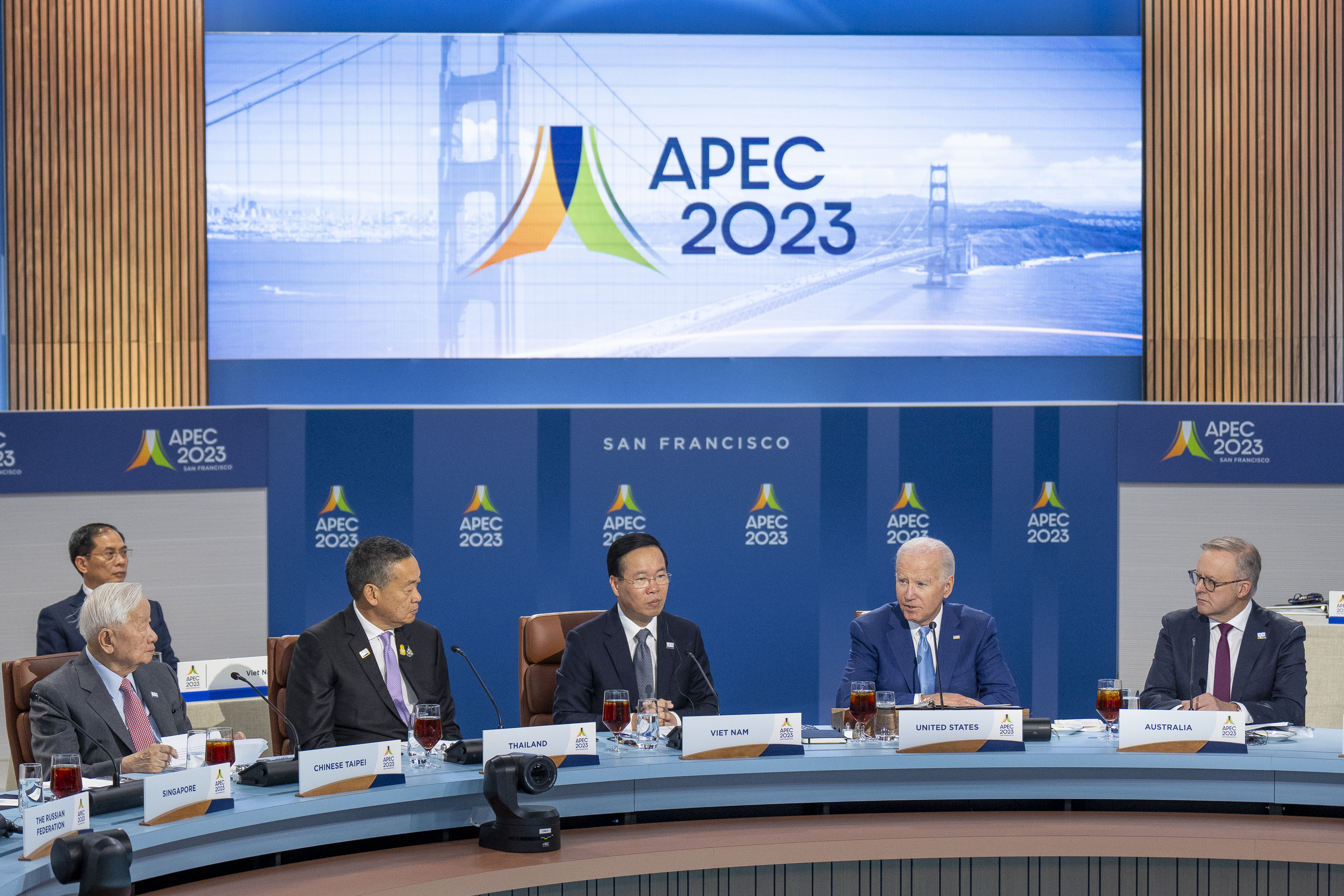
سريتا (الثاني من اليسار) خلال الحوار غير الرسمي وغداء العمل في منتدى التعاون الاقتصادي لدول آسيا والمحيط الهادئ والولايات المتحدة 2023.

في 21 سبتمبر، أجرى سريتا اجتماعًا افتراضيًا مع إيلون ماسك في مدينة نيويورك. ركز هذا الاجتماع على صناعة المركبات الكهربائية واستثمارات تسلا المحتملة في تايلاند. بالإضافة إلى ذلك، انخرط سريتا مع ممثلين من شركات كبرى مثل إستي لودر وجوجل ومايكروسوفت. وكان الهدف من هذه المناقشات تعزيز الاستثمار الأجنبي في تايلاند. خلال هذه الاجتماعات، أشار سريتا إلى موقف تايلاند مقارنة بفيتنام من حيث اتفاقيات التجارة الحرة. في 24 سبتمبر، أعلن سريتا عن توقعاته بتلقي حوالي 5 مليارات دولار من الاستثمارات من جوجل ومايكروسوفت وتيسلا. وقد صدر هذا التصريح في سياق جهوده لتعزيز الاستثمار الأجنبي في تايلاند.
كما ألقى سريتا خطابه الأول في الدورة الثامنة والسبعين للجمعية العامة للأمم المتحدة في نيويورك في 22 سبتمبر. وأكد خطابه على رغبة تايلاند في التعاون مع الدول الأخرى وتعزيز ديمقراطيتها. في نفس اليوم، التقى بمسؤولين تنفيذيين من بورصة نيويورك، وناقش السياسات الاقتصادية لحكومته. واختتم زيارته بالمشاركة في مراسم قرع الجرس التقليدية لبدء جلسة التداول.
علاوة على ذلك، قاد سريتا بنشاط جهود تايلاند لتصبح مرشحة رابطة دول جنوب شرق آسيا (آسيان) للفترة من 2025 إلى 2027 في مجلس حقوق الإنسان التابع للأمم المتحدة.
في 9 أكتوبر، بدأ زيارته إلى هونغ كونغ، حيث التقى جون لي كا تشيو، الرئيس التنفيذي لهونغ كونغ. كانت رحلته إلى هونغ كونغ جزءًا من جولة لتشجيع الاستثمار في تايلاند. ثم في 10 أكتوبر، زار سريتا بروناي واستقبله السلطان حسن البلقية في قصر إستانا نورول إيمان، وتحدث كلاهما عن العلاقات الوثيقة بين بروناي وتايلاند. كما تحدثا عن تعاون البلدين في مجال الأمن الغذائي، حيث تخطط تايلاند لزيادة صادراتها الغذائية إلى بروناي. ثم سافر إلى كوالالمبور لإجراء محادثات ثنائية مع ماليزيا، حيث ناقش العلاقات الثنائية في مجال الاستثمار والتجارة والغذاء والسياحة والأمن مع رئيس الوزراء الماليزي أنور إبراهيم، بالإضافة إلى تأمين الرهائن التايلانديين الذين احتجزتهم حماس. في 12 أكتوبر، زار سنغافورة حيث ناقش الطاقة المتجددة والاستثمار والأمن الغذائي مع رئيس الوزراء لي هسين لونج. زار سريتا الصين من 16 إلى 19 أكتوبر، حيث حضر منتدى الحزام والطريق للتعاون الدولي في بكين. على هامش المنتدى في 17 أكتوبر، التقى بالرئيس الروسي فلاديمير بوتن. وناقشا معًا تعزيز العلاقات التجارية والثقافية بين روسيا وتايلاند. ثم دعا سريتا بوتن لزيارة تايلاند في عام 2024، قائلاً "الرئيس بوتن يحب بوكيت، وأفهم أنه يسافر كثيرًا". ووفقًا لصحيفة بانكوك بوست، فقد قبل بوتن الدعوة. تايلاند ليست من الدول الموقعة على نظام روما الأساسي للمحكمة الجنائية الدولية وليست ملزمة باعتقال بوتن بعد مذكرة الاعتقال التي أصدرتها المحكمة الجنائية الدولية في 17 مارس 2023.
خلال زيارته إلى لاوس في 29 أكتوبر، شارك سريتا في مناقشات ركزت على تعزيز التجارة الثنائية بين لاوس وتايلاند، بهدف الوصول إلى 11 مليار دولار أمريكي بحلول عام 2025. بالإضافة إلى التجارة، فإن جانبًا مهمًا من هذا التعاون ينطوي على تطوير البنية التحتية، وخاصة في مجال النقل. أحد المشاريع الرئيسية هو بناء خط سكة حديد جديد عبر نهر ميكونج، ومن المتوقع أن يكتمل بحلول عام 2026 على الأقل. واستكمالاً لهذا المسعى، افتتح سريتا ورئيس وزراء لاوس سونيكساي سيفاندون محطة خامسافاث، وهي عنصر أساسي في خط سكة حديد جديد يمتد إلى نونج خاي. ومن المتوقع أن يبدأ هذا الخط الجديد في العمل بحلول عام 2024، مما يسهل الاتصال عبر الحدود. وتماشياً مع استراتيجية إدارة سريتا لتعزيز العلاقات الثنائية والتعاون مع لاوس، تم توقيع مذكرة تفاهم تركز على المساعدة الفنية لتطوير نظام السكك الحديدية في لاوس. إلى جانب ذلك، أبدى سريتا اهتمامه بزيادة شراء الطاقة النظيفة من لاوس. وعلاوة على ذلك، اتفقت الدولتان على بناء جسر صداقة سادس، مما عزز جهودهما التعاونية بشكل أكبر.
خلال زيارته الرسمية إلى اليابان من 14 إلى 18 ديسمبر، شارك سريتا في قمة آسيان واليابان التذكارية. لتعزيز العلاقات التجارية، أعفى مؤقتًا من متطلبات التأشيرة للمسافرين من رجال الأعمال اليابانيين. تضمنت المناقشات مع الحكومة اليابانية التركيز على تعزيز التعاون بين تايلاند واليابان. أعرب سريتا عن دعمه لمبادرات مثل مجتمع الانبعاثات الصفرية في آسيا والبرنامج الاستراتيجي للمناخ والبيئة في رابطة دول جنوب شرق آسيا. كما نقل استعداد تايلاند للعب دور قيادي في ضمان السلام في ميانمار، بالنظر إلى قربها الجغرافي. في اجتماع منفصل مع رئيس الوزراء الياباني فوميو كيشيدا، تركز الحوار حول التعاون المحتمل في قطاع المركبات الكهربائية. كانت هذه المناقشة استمرارًا لتعبير الزعيمين السابقين عن نيتهم في تعميق العلاقات الثنائية، كما ذكر خلال اجتماعهما قبل شهر في سان فرانسيسكو.

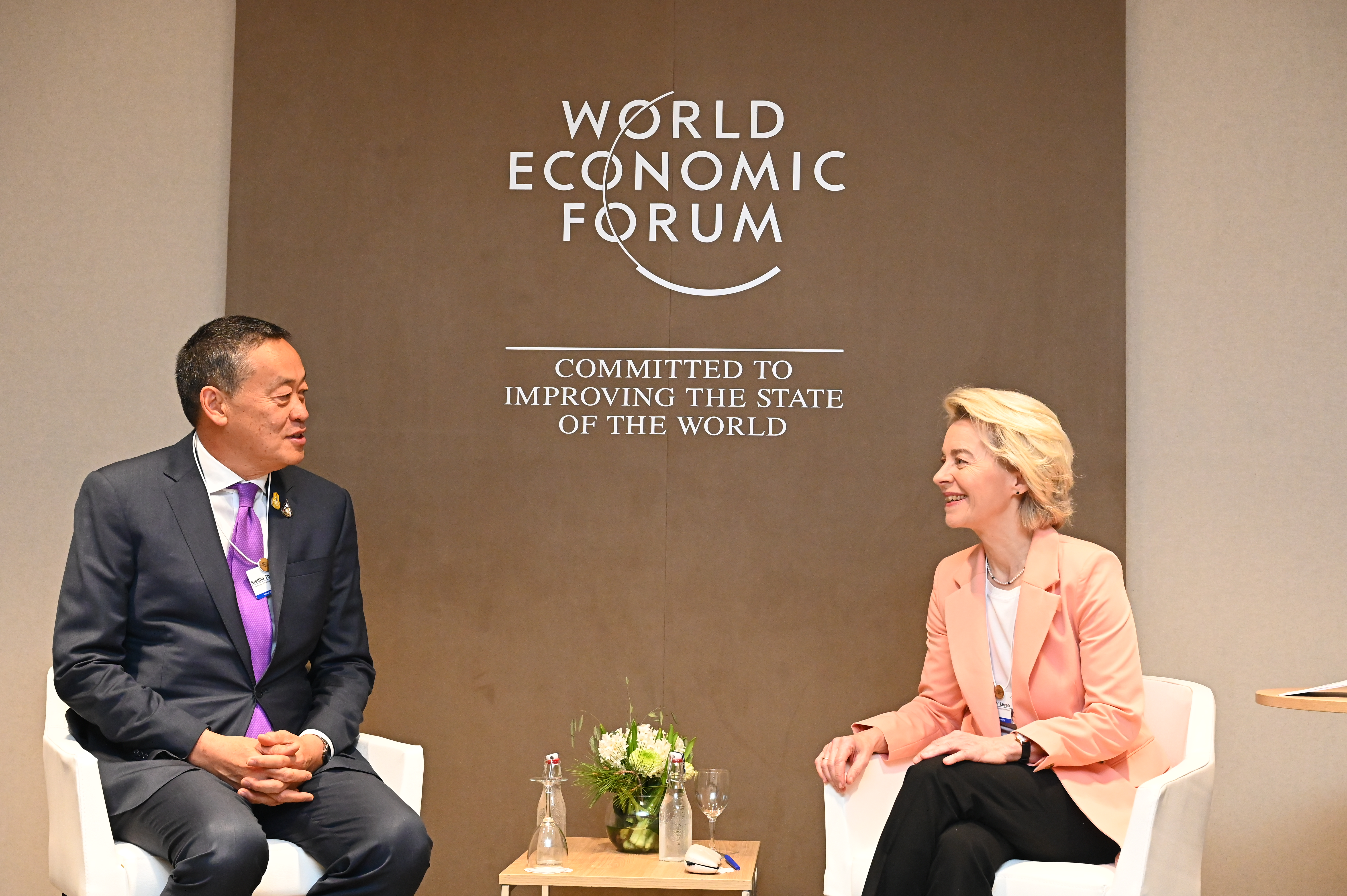
سريتا مع أورسولا فون دير لاين، رئيسة المفوضية الأوروبية في المنتدى الاقتصادي العالمي في دافوس، سويسرا في عام 2024.

خلال مؤتمر المنتدى الاقتصادي العالمي لعام 2024 الذي عقد في الفترة من 15 إلى 19 يناير في دافوس، سويسرا، مثل سريتا حكومته للترويج لمشروع الجسر البري العملاق. وانضم إليه وزير النقل سوريا جونجرونجروانجكيت ووزيرة الخارجية بارنبري باهيدها-نوكارا. في 17 يناير، قدم سريتا مفهوم "رابطة دول جنوب شرق آسيا السلسة"، وتصورها كوجهة سياحية موحدة يمكن تحقيقها في غضون السنوات الخمس إلى العشر القادمة. تضمنت مشاركات سريتا في دافوس مناقشة مع مجموعة أداني، شارك خلالها على وسائل التواصل الاجتماعي أن المجموعة أبدت اهتمامًا كبيرًا بالمشروع. بالإضافة إلى ذلك، عقد اجتماعًا منفصلاً مع المؤسس المشارك لشركة مايكروسوفت بيل جيتس، حيث استكشفا إمكانية إنشاء مركز بيانات مايكروسوفت في تايلاند. وكان اجتماع آخر جدير بالذكر مع سلطان أحمد بن سليم، رئيس مجلس الإدارة والرئيس التنفيذي لشركة موانئ دبي العالمية. أفاد سريتا أن الرئيس التنفيذي لشركة موانئ دبي العالمية أعرب عن اهتمامه الشديد بمشروع الجسر البري والتزم بإرسال ممثلين إلى تايلاند لمزيد من المناقشات واستكشاف الموقع. عند عودته إلى تايلاند، وصف سريتا الاجتماعات والتفاعلات في المؤتمر بأنها ناجحة، مما يشير إلى استجابة دولية إيجابية لمبادرات حكومته.
في 25 يناير 2024، رحب سريتا بفرانك فالتر شتاينماير، رئيس ألمانيا، في مناسبة مهمة في إدارته. كانت هذه الزيارة ملحوظة لأنها كانت المرة الأولى منذ 22 عامًا التي يزور فيها الرئيس الألماني تايلاند. ركزت الزيارة، التي امتدت من 24 إلى 26 يناير، على قضايا رئيسية مثل التجارة والاستثمار وتغير المناخ والتعليم المهني. خلال هذه الزيارة، أشاد الرئيس شتاينماير بالحكومة المدنية التايلاندية لجهودها في تعزيز العملية الديمقراطية في تايلاند. وأقر بأنه في حين لا يمكن توقع تغييرات جوهرية في الإدارة قريبًا، فإن التطورات الأولية كانت واعدة. وعلاوة على ذلك، أعرب الرئيس شتاينماير عن التزامه بتعزيز الاستثمارات في صناعة السيارات الكهربائية في تايلاند، مشيرًا إلى أن تايلاند يمكن أن تصبح مركزًا إقليميًا لهذا القطاع.
شارك سريتا في احتفالات يوم الاستقلال في جالي فيس جرين في كولومبو، سريلانكا، في 4 فبراير 2024. كانت الزيارة استجابة لطلب سريلانكا مساعدة تايلاند في تنشيط اقتصادها وسط فترة صعبة. بلغت الزيارة الرسمية ذروتها عندما وقعت الدولتان اتفاقية التجارة الحرة. وبصفته ضيف شرف إلى جانب الرئيس السريلانكي رانيل ويكريميسينغ، فقد انتهيا من اتفاقية التجارة الحرة التي تهدف إلى تعزيز التعاون الاقتصادي. تركز اتفاقية التجارة الحرة، التي تحل محل اتفاقية سابقة من عام 1950، على تقليل الحواجز التجارية وتعزيز التعاون في الخدمات الجوية. تشمل الفوائد المتوقعة لتايلاند زيادة صادرات قطع غيار السيارات والمنسوجات والأجهزة الكهربائية والآلات ومنتجات الصلب والورق والأغذية المصنعة وأعلاف الحيوانات. بالإضافة إلى ذلك، تم توقيع مذكرة تفاهم لتسهيل التعاون بين الهيئة الوطنية للأحجار الكريمة والمجوهرات في تايلاند ومعهد أبحاث وتدريب الأحجار الكريمة والمجوهرات في سريلانكا. عند العودة إلى تايلاند، أجرى سريتا مناقشات مع الرئيس التنفيذي ورئيس مجلس إدارة شركة بي تي تي العامة المحدودة وشجعهم على دعم الشركات الناشئة التايلاندية والاستثمار في مزرعة الطاقة الشمسية العائمة في سريلانكا.
في 7 فبراير 2024، زار رئيس الوزراء الكمبودي هون مانيت تايلاند لإجراء مناقشات رسمية شملت النقل والتجارة والاستثمار والتنمية المشتركة المتوقفة منذ فترة طويلة للموارد الطبيعية داخل حدودهما البحرية المتنازع عليها. كانت هذه الزيارة الافتتاحية لهون مانيت كزعيم للبلاد، بهدف تعزيز العلاقات الطويلة الأمد بين البلدين. شارك سريتا بنشاط في المحادثات الثنائية، مؤكداً التزام تايلاند بضمان المعاملة العادلة وشبكة الأمان الاقتصادي الكافية للعمال الكمبوديين في البلاد. والجدير بالذكر أن الأحداث الأخيرة كشفت عن اعتقال شخصيات معارضة كمبودية ومنتقدي الحكومة في بانكوك، الذين سعوا إلى اللجوء في تايلاند للتهرب من الاعتقال في عهد حكومة هون سين، مما يشير إلى الجهود المبذولة لمنع الاحتجاجات ضد هون مانيت. أعرب مانيه عن امتنانه لسريتا لمنعه استخدام تايلاند كقاعدة للتدخل الخارجي في شؤون بلاده. في مؤتمر صحفي مشترك، أعلن كل من سريتا ومانيت عن هدفهما المشترك لزيادة قيمة التجارة الثنائية من 8 مليارات بات في عام 2023 إلى 15 مليار بات بحلول العام التالي. ونظرًا لاعتماد تايلاند على الطاقة المستوردة، كان هناك اهتمام كبير بالتفاوض على صفقة مع كمبوديا لتطوير منطقة متنازع عليها في خليج تايلاند، والتي يُعتقد أنها تحتوي على رواسب كبيرة من الغاز الطبيعي والنفط يبلغ مجموعها حوالي 11 تريليون قدم مكعب. بالإضافة إلى ذلك، خطط هون مانيت للقاء الملك ماها فاجيرالونجكورن والمشاركة في منتدى الأعمال التايلاندي الكمبودي. وقعت تايلاند وكمبوديا خمس مذكرات تفاهم.

#### حرب إسرائيل وحماس 2023
ردًا على حرب إسرائيل وحماس، ندد سريتا بأفعال حماس، وكذلك اختطاف المواطنين التايلانديين من قبل حماس. وردًا على ذلك، أمر القوات الجوية الملكية التايلاندية ببدء عمليات إجلاء المواطنين التايلانديين مع وزارة الخارجية. عادت المجموعة الأولى التي تم إجلاؤها، والتي تتألف من 15 تايلانديًا، إلى تايلاند في 12 أكتوبر.
وخلال قرار الجمعية العامة للأمم المتحدة ES-10/21 في 27 أكتوبر، صوتت تايلاند لصالح وقف إطلاق النار.
كما تعمل تايلاند مع الأردن ومصر وماليزيا للإفراج عن التايلانديين الذين اختطفتهم حماس. وقد أسفر الصراع عن مقتل 24 مواطنًا تايلانديًا.

#### الحرب الأهلية في ميانمار
في 15 أكتوبر 2023، في الذكرى الثامنة لاتفاقية وقف إطلاق النار على الصعيد الوطني الموقعة في عام 2015 بين حكومة ميانمار والجماعات المتمردة العرقية، أعادت تايلاند التأكيد على دعمها لوقف إطلاق النار، الذي انتهكته المجلس العسكري في ميانمار في عام 2021.
كان من المقرر أن تعقد تايلاند مبادرة خليج البنغال للتعاون الفني والاقتصادي متعدد القطاعات في 30 نوفمبر، لكنها أرجأت الحدث منذ ذلك الحين، فضلاً عن تعليق دعوة مين أونج هلاينج.
بعد التطورات التي حدثت في يناير 2024 أثناء العملية 1027، تفكر حكومة سريتا في إرسال مساعدات إنسانية إلى ميانمار من خلال إجماع النقاط الخمس لرابطة دول جنوب شرق آسيا.

### الإقالة
في مايو 2024، قدم 40 عضوًا في مجلس الشيوخ معينين من قبل الجيش قضية قبلتها المحكمة الدستورية مطالبين بإقالة سريتا وبيشيت تشوينبان بموجب المادة 170 (4) و (5) من الدستور، والتي تتعلق بأخلاقيات وزراء مجلس الوزراء. كانت القضية ردًا على تعيين سريتا لبيشيت، الذي قضى سابقًا وقتًا في السجن لمحاولته رشوة مسؤولي المحكمة العليا، كوزير لمكتب رئيس الوزراء.
استقال بيتشيت في 21 مايو. في 14 أغسطس، أقالت المحكمة الدستورية سريتا بسبب انتهاكات أخلاقية جسيمة. سريثا هو رابع رئيس وزراء تايلاندي في 16 عامًا يتم عزله من قبل المحاكم. أعرب سريتا عن دهشته من القرار، لكنه قال إنه "سيحترمه".

## المواقف السياسية

### القضايا الاجتماعية
اشتهر سريتا بدعمه لرئيس الوزراء السابق تاكسين شيناواترا، الذي أُقيل من منصبه في عام 2006. وقد تجلى هذا الدعم بشكل ملحوظ في عام 2010 عندما ارتدى سريتا قميصًا أحمر يحمل وجه تاكسين، تزامنًا مع تعيينه رئيسًا لفريق كرة القدم بنادي رويال بانكوك بولو. كما كان موقف سريتا السياسي واضحًا في انتقاده لإدارة رئيس الوزراء آنذاك برايوت تشان أوتشا لوباء كوفيد-19 في تايلاند. بالإضافة إلى ذلك، فقد أظهر دعمه للاحتجاجات المؤيدة للديمقراطية التي حدثت من عام 2020 إلى عام 2021، داعيًا اليونيسف إلى حث الحكومة على تجنب العنف ضد المحتجين. خلال حملته الانتخابية لعام 2023، صرح سريتا علنًا عن تردده في تشكيل حكومة ائتلافية مع الأمة التايلاندية المتحدة وبالانج براشارات. ومع ذلك، عند أدائه اليمين كرئيس للوزراء، ضم مجلس الوزراء الائتلافي أعضاء من هذه الأحزاب.
من حيث القضايا الاجتماعية، يُعرف سريتا بأنه ليبرالي. أعرب عن معارضته للتجنيد الإجباري وكان مدافعًا عن الاستدامة البيئية وحقوق المثليين جنسياً ومزدوجي الميل الجنسي ومغايري الهوية الجنسية. على الرغم من هذه المواقف التقدمية، أبدى سريتا ترددًا في اقتراح تغييرات على قوانين إهانة الذات الملكية، وهو القرار المنسوب إلى الحفاظ على الدعم داخل الحكومة الائتلافية التي شكلها حزب بويا تاي مع أحزاب أخرى. كما انتقل إلى إعادة تجريم القنب في عام 2024.

### الاقتصاد
في مقابلة أجريت عام 2023 مع فاروزي أوضح سريتا مواقفه بشأن القضايا الاقتصادية. وذكر أنه يؤمن بـ "الرأسمالية مع التعاطف". بصفته الرئيس التنفيذي السابق ورجل الأعمال الذي دخل السياسة مؤخرًا، يعتقد أن الرأسمالية والتعاطف مع الفقراء يمكن أن يسيران جنبًا إلى جنب. صرح بأن "المشاكل المختلفة التي تأتي مع التفاوت الاقتصادي وعدم المساواة الاجتماعية يجب مناقشتها بالتعاطف والتفاهم". مع بويا تاي تعهد بتحفيز الاقتصاد ومكافحة الفقر من خلال رفع الحد الأدنى للأجور وتنفيذ مخطط "المحفظة الرقمية" بقيمة 10000 مليار بات.

## الحياة الشخصية
لقب سريتا هو نيد.
متزوج من باكبيلاي ثافيسين، سيدة أعمال. لديهما ولدان، نبات ثافيسين ووارات ثافيسين، وابنة واحدة، شاناندا ثافيسين. إنه جامع لحقائب السفر الكلاسيكية، مثل تلك التي صنعتها لويس فيتون. سريتا أيضًا من أنصار نادي ليفربول لكرة القدم، ويساهم أيضًا في أكاديمية سانسيري التي تدرب لاعبي كرة القدم في تايلاند.
يبلغ طول سريتا 1.92 مترًا (6 أقدام و 4 بوصات)، مما يجعله أطول زعيم داخل رابطة دول جنوب شرق آسيا وثالث أطول زعيم في العالم خلف رئيس وزراء ألبانيا، إدي راما، الذي يبلغ طوله 2.01 مترًا (6 أقدام و 7 بوصات) ورئيس صربيا، ألكسندر فوسيتش، الذي يبلغ طوله 1.98 مترًا (6 أقدام و 6 بوصات).
يستخدم سريتا وسائل التواصل الاجتماعي بشكل متكرر، وخاصة على منصة إكس حيث يستخدم حسابه بنشاط لنشر التحديثات.
في 28 ديسمبر 2023، كشفت اللجنة الوطنية لمكافحة الفساد أنه يمتلك ثروة تقدر بحوالي 659 مليون بات تايلاندي، وأنه يمتلك سيارة أستون مارتن دي بي 5 موديل 1963 بقيمة 50 مليون بات تايلاندي. بلغ دخله السنوي حوالي 153 مليون بات تايلاندي.

## الأوسمة
- وسام الفارس الأعظم من أرقى وسام الفيل الأبيض (2024)[77]
- وسام الفارس الأعظم من أرقى وسام للتاج التايلاندي (2024)